# Herman Kahn
Herman Kahn (Bayonne (New Jersey), 15 februari 1922 - Chappaqua (New York), 7 juli 1983) was een prominent en controversieel futuroloog en een van de oprichters van het Hudson Institute. Hij was systeemtheoreticus voor de RAND Corporation en had grote invloed op de ontwikkeling van de nucleaire strategie van de Verenigde Staten.

## Biografie

### Jonge jaren
Hij werd geboren in Bayonne (New Jersey) en groeide op in The Bronx. Kahn was de middelste zoon van Yetta (geboren Koslowsky) en Abraham Kahn. Zijn ouders waren Joodse immigranten uit Oost-Europa en zijn vader was kleermaker. Herman werd joods opgevoed, maar was agnost. Na de scheiding van zijn ouders in 1932 verhuisde hij naar Los Angeles. In 1940 studeerde hij af aan de Fairfax High School. 
Tijdens de Tweede Wereldoorlog ging hij in het leger en diende in Birma als repeaterman (installeren en onderhouden van repeater- en draaggolfapparatuur voor langeafstandscommunicatiesystemen). Na de oorlog behaalde hij een bachelor in de exacte wetenschappen aan de UCLA en een masterdiploma aan het California Institute of Technology (hij brak zijn doctoraatstudie aldaar af door geldgebrek). 

### RAND Corporation
Samuel T. Cohen nam Kahn aan als wiskundige bij de RAND Corporation, een strategische denktank die grotendeels door de luchtmacht werd gefinancierd. Hij onderzocht er de toepassing van nieuwe analytische technieken zoals operationeel onderzoek en systeemanalyse op militaire strategie. Zo analyseerde hij opties en gevolgen van een kernoorlog aan de hand van speltheorie. Tijdens de Koude Oorlog pleitte Kahn voor afschrikking en was van mening dat, als de Sovjet-Unie overtuigd was dat de Verenigde Staten in staat waren tot een second strike na een Russisch nucleair offensief, dit een grotere afschrikking zou bieden. Zijn werk  was aanleiding voor het schrijven van het boek On Thermonuclear War, dat hem internationaal aanzien gaf. Hij wordt daarnaast ook wel vader van de escalatieladder genoemd. Deze ladder bevatte 44 escalatiestappen waarop de nucleaire drempel op 21 lag.
In 1953 trouwde hij met Rosalie "Jane" Heilner en ze kregen in 1958 een zoon.

### Hudson Institute
In 1961 stopte hij bij RAND en werd mede-oprichter van het Hudson Institute, een organisatie voor beleidsonderzoek, en werd de eerste directeur. Verlichte geesten zoals socioloog Daniel Bell, politiek filosoof Raymond Aron en romanschrijver Ralph Ellison werden aangetrokken. Hij ging zich daarin steeds meer met wereldpolitieke vraagstukken, economische analyses en toekomstverwachtingen bezig houden. Hij werd een van de grondleggers van de futurologie. Hij ontwikkelde de toepassing van systeemanalyse en van wiskundige en wetenschappelijke hulpmiddelen op prognoses. Samen met Pierre Wack wordt hij genoemd als vader van scenarioplanning.

### The Year 2000

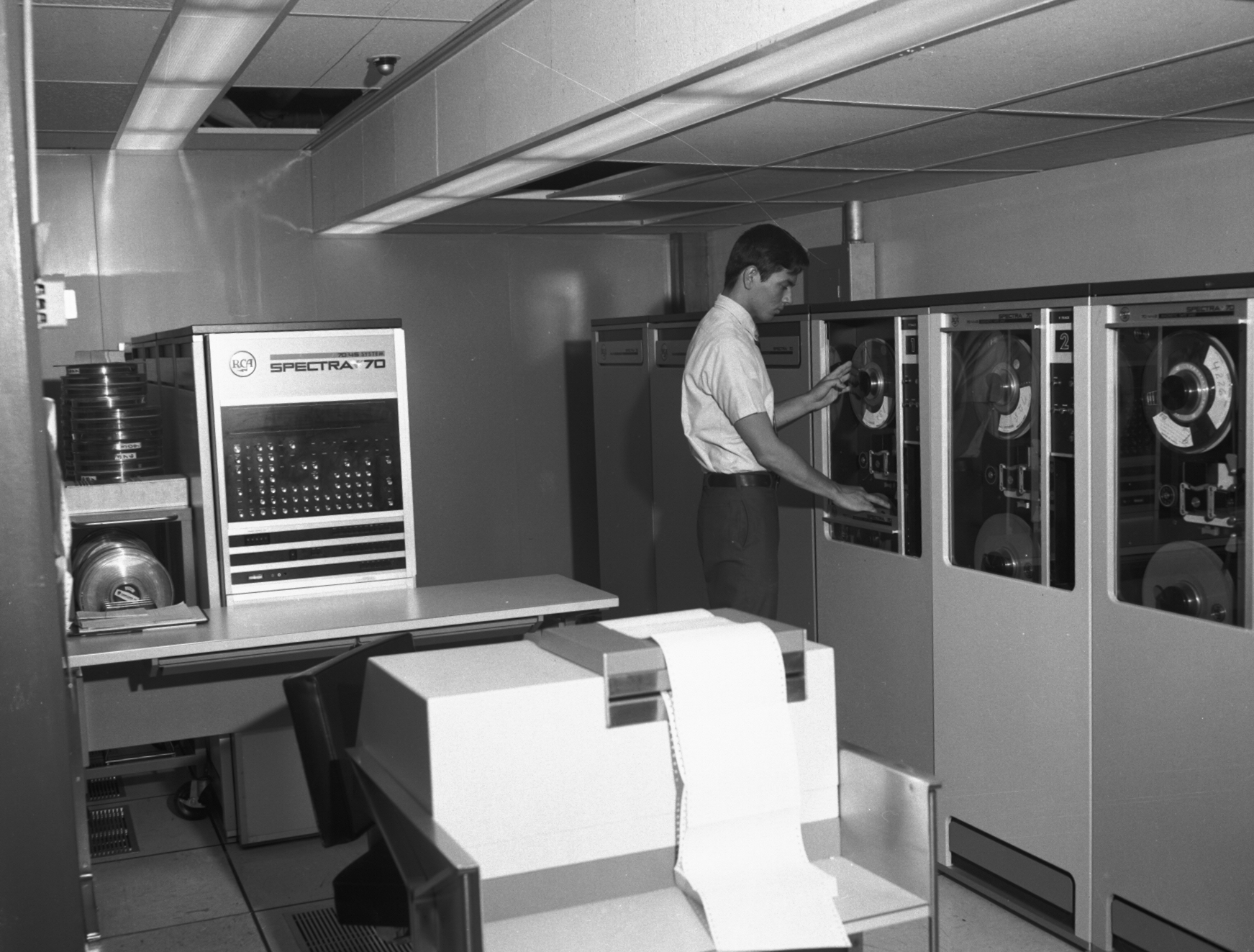
Een mainframe in 1967

In 1967 publiceerden Herman Kahn en Anthony J. Wiener The Year 2000: A Framework for Speculation on the Next Thirty-Three Years, met bijdragen van medewerkers van het Hudson Institute en een inleiding door Daniel Bell. In die tijd bestonden er alleen maar mainframe-computers, maar dit boek voorzag dat er op termijn eenvoudig te bedienen individuele computers in huis, school en werk zouden worden ingezet. 
Tabel XVIII in het document bevat een lijst van "Honderd waarschijnlijke technische innovaties in het laatste derde deel van de twintigste eeuw". De eerste tien voorspellingen waren:
- Verschillende toepassingen voor lasers.
- Extreem sterke structurele materialen.
- Nieuwe of verbeterde superperformante stoffen.
- Nieuwe of verbeterde materialen voor apparatuur en toestellen.
- Nieuwe types vliegtuigen (vliegtuigen met grondeffect, gigantische of supersonische jets, VTOL , STOL).
- Uitgebreide commerciële toepassingen van holle lading-explosieven.
- Betrouwbaardere weersvoorspellingen voor lange termijn.
- Uitgebreide en / of intensieve uitbreiding van tropische land- en bosbouw.
- Nieuwe energiebronnen voor vaste installaties.
- Nieuwe energiebronnen voor landtransport.

### Latere jaren
Kahn was een optimistisch futuroloog en keerde zich tegen de sombere visie die de Club van Rome vertolkte sinds 1968. Volgens hem hadden kapitalisme en technologie een bijna grenzeloos potentieel voor vooruitgang, terwijl de ruimtekolonisatie niet in de verre maar in de nabije toekomst lag. 
In 1976 schreef hij met William Brown en Leon Martel The Next 200 Years, een optimistisch scenario van de economische omstandigheden in het jaar 2176. Hij schreef ook een aantal boeken die de toekomst van de Amerikaanse, Japanse en Australische economie extrapoleerden en verschillende werken over systeemtheorie, waaronder de goed ontvangen monografie Techniques of System Analysis uit 1957. Halverwege de jaren zeventig, toen het bruto binnenlands product per hoofd van de bevolking van Zuid-Korea een van de laagste ter wereld was, voorspelde Kahn dat het land tegen 2000 in de top 10 van machtigste landen ter wereld zou staan.
Op 7 juli 1983 stierf Herman Kahn thuis op 61-jarige leeftijd aan een hartinfarct. Een week voordien had hij zich onderworpen aan een medisch controle, met als resultaat "uitstekende gezondheid".

## Invloed opDr. Strangelove
Net als John von Neumann, Edward Teller en Wernher von Braun wordt Kahn aangewezen als een inspiratiebron voor het personage "Dr. Strangelove" in de gelijknamige film van Stanley Kubrick. Kubrick zou zich verdiept hebben in Kahn's boek over een nucleair evenwicht. In de film verwijst Dr. Strangelove naar een rapport over de Doomsday Machine van de "BLAND Corporation", een woordspeling op RAND Corporation waar Herman Kahn zijn carrière begon. Kahn gaf Kubrick blijkbaar het idee voor de " Doomsday Machine", een apparaat dat onmiddellijk de vernietiging van de hele planeet zou veroorzaken in het geval van een nucleaire aanval. Zowel de naam als het concept van het wapen zijn ontleend aan de tekst van On Thermonuclear War, merkt Louis Menand op, "In Kahn's boek is de Doomsday Machine een voorbeeld van het soort afschrikmiddel dat militairen wel aanspreekt, maar dat uiterst destabiliserend is. Er van uitgaande dat naties niet suïcidaal zijn, is er mee dreigen de enige optie"